# 쥘 베른 ATV

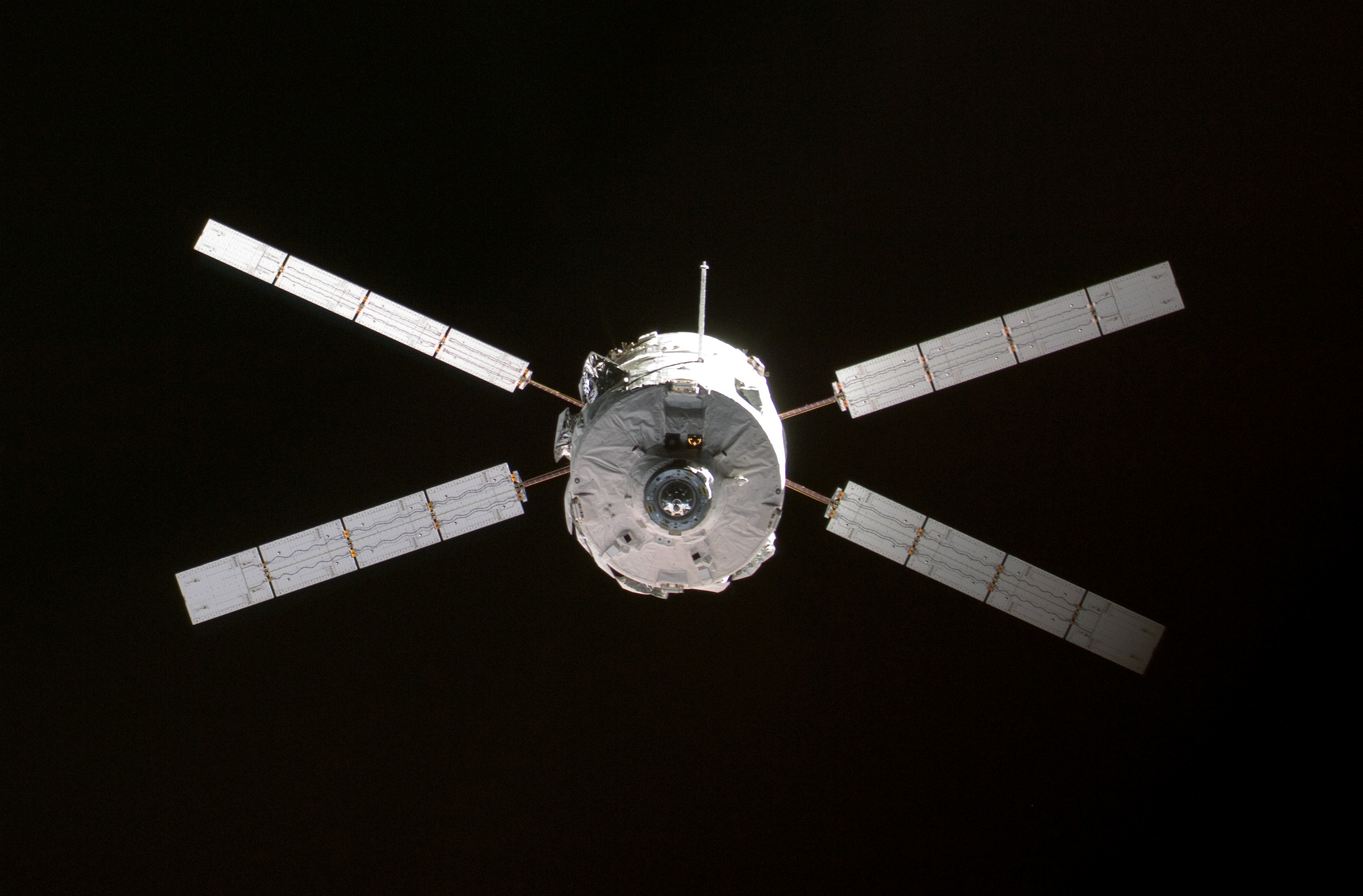

쥘 베른 ATV 또는 ATV-001는 ESA에서 개발에 성공하여 발사한 최초의 ATV(무인우주화물선)이다. 프랑스 SF 소설가인 쥘 베른의 이름을 따왔다. 2008년 3월 9일 발사했으며 국제우주정거장에 연료, 물, 공기, dry cargo를 전달했다.
최초의 ATV였기 때문에, 쥘 베른은 국제우주정거장에 도킹하기 위하여 3주간의 테스트를 했으며, 2008년 4월 3일 도킹에 성공하여 화물을 전달했다. 쥘 베른은 또한 국제우주정거장을 보다 높은 고도로 올리는데도 사용되었으며, 5개월 넘게 도킹한 후 2008년 9월 5일 언도킹을 하여 2008년 9월 29일 태평양 상공으로 추락했다.

## 같이 보기
- 프로그레스 우주선 - 러시아의 무인화물우주선
- HTV - 일본의 무인화물우주선